# Planina, Ivančna Gorica
Planina je naselje v Občini Ivančna Gorica.